# Aféra Karine A

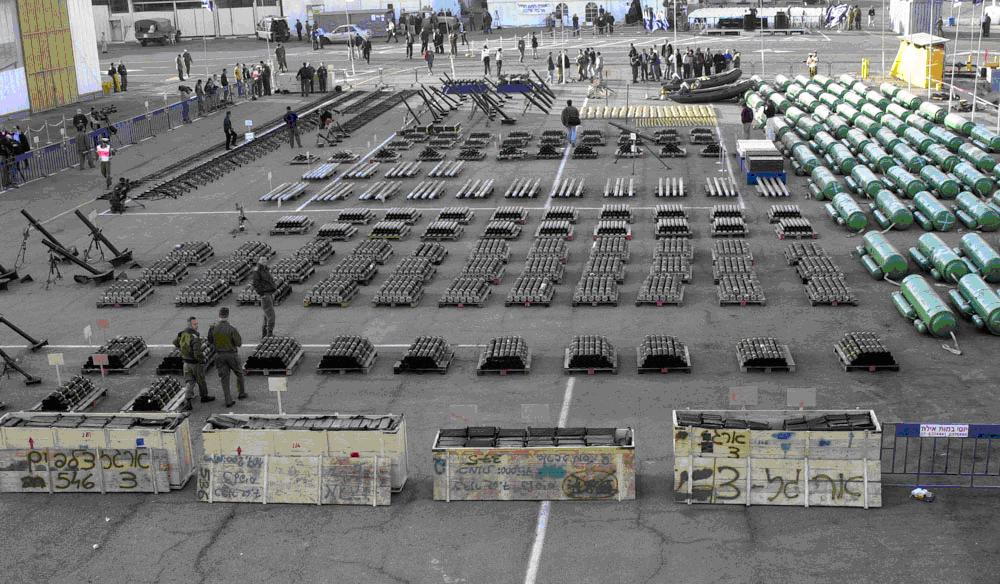
Vojenské vybavení zabavené na lodi Karine A

Aféra Karine A, známá též jako operace Noemova archa (hebrejsky: מבצע תיבת נוח, Mivca tivat Noach), byla izraelská vojenská operace z ledna 2002, při níž izraelské vojenské námořnictvo zadrželo nákladní loď Karine A v Rudém moři. Na lodi se nacházelo 50 tun zbraní, včetně raket Kaťuša, protitankových střel a výbušnin.

## Pozadí
Předchozí vyšetřování ukázalo, že kapitánem lodi byl plukovník Omar Akawi, aktivista Fatahu od roku 1976 a dřívější člen Palestinské samosprávy. Podle Lloydova rejstříku, který registruje plavidla na celém světě, byla loď zakoupena 31. srpna 2001 Palestinskou samosprávou od libanonské společnosti na jméno the Adel Mughrabi. Adel Mughrabi (jinak též Adel Salameh), je známý překupník zbraní, který byl až do počátku 80. let členem Arafatova štábu. Tehdy byl „propuštěn pro soukromé obchody, které byly v rozporu s jeho úředním postavením.“
Mughrabi byl od října 2000 v kontaktu s Íránci a Hizballáhem. Patřil ke klíčovým kontaktům v palestinském systému získávání zbraní. Stojí za ním velitel Palestinské námořní policie Džuma'a Ghali a jeho pobočník Fazi Ghazim. Jejich záměrem bylo propašovat do země velké množství zbraní pro Palestinskou samosprávu. Tato konkrétní operace měla za cíl opatřit lodě, naverbovat posádku, naplánovat uskladnění a zamaskování zbraní, jejich naložení do lodí a dopravu až na místo převzetí nákladu Palestinskou samosprávou.
Loď se pak přeplavila do Súdánu, kdy byly naložena obvyklým nákladem a posádku vystřídal personál Palestinské samosprávy. Byla přejmenována z Rim K na Karine A a zaregistrována v Tonze 12. září. Tonga potvrdila, že Abbas je stále vlastníkem lodi. Během listopadu 2001 se přeplavila do Hodeidy v Jemenu. Tam byly naloženy zbraně z Íránu a Hizballáhu, dopravu však zajišťovala posádka Palestinské samosprávy. Cílem bylo předat zbraně Palestinské námořní policii v blízkosti pobřeží Gazy.
V prosinci 2001 dal Mughrabi posádce podrobné pokyny k plavbě k ostrovu Kiš v Íránu. Tam se setkala s íránskou lodí ze která bylo přeloženo 80 velkých dřevěných beden. Zbraně z těchto beden pak posádka přeložila do speciálních vodotěsných kontejnerů, jaké se vyrábí pouze v Íránu. Kontejnery jsou v moři speciálním nastavitelným systémem udržovány v určené hloubce pod hladinou.
Když byla překládka skončena, musela loď kvůli technickým problémům změnit kurz do Hodeidy. Po proplutí průplavem se měla setkat se třemi menšími čluny, které měly náklad převzít. Ty pak měly zbraně spustit do vody poblíž El-Aríše, nedaleko Pásma Gazy. Tam si měli zbraně vyzvednout velitel Palestinské námořní policie Džuma'a Ghali a jeho pobočník Fazi Ghazim.

## Náklad
Samotná loď byla oceněna na 400 000 dolarů, civilní náklad použitý k zamaskování zbraní na 3 miliony dolarů, samotné zbraně na 15 milionů dolarů. Zásilka obsahovala následující položky:
- 122 mm rakety typu Kaťuša
- 107 mm rakety typu Kaťuša
- 80 mm minometné granáty
- 120 mm minometné granáty
- protitankové střely
- protitankové miny
- odstřelovací pušky
- samopaly Kalašnikov
- munice
- dvě a půl tuny výbušnin

Kdyby se kaťuše dostaly do Pásma Gazy, ohrozily by Aškelon a další pobřežní města. Pokud by byly rozmístěny na Západním břehu, ocitlo by se v jejich dostřelu Ben Gurionovo mezinárodní letiště a další velká izraelská města. V zásilce byly rovněž gumové čluny a potápěčská výzbroj. To by umožnilo útočit z Gazy přes moře na pobřežní města.
Podle velitele Izraelského vojenského námořnictva, generálmajora Jedidji Ja'ariho, byly zbraně a výzbroj zabaleny v 83 bednách s vodotěsným obalem a spojených s bójemi, které měly usnadnit jejich vytažení z moře.

## Zadržení
Akce započala 3. ledna 2002 ve 4.45 v Rudém moři, 500 km od Izraele. Loď plula v mezinárodních vodách a směřovala k Suezskému průplavu. Izraelské námořní komando Šajetet 13, podporované bojovými vrtulníky a letadly, posádku překvapilo a zmocnilo se lodě bez jediného výstřelu. Loď pak dorazila do Ejlatu v noci 4. ledna.
Generálporučík Šaul Mofaz, náčelník Generálního štábu Izraelských obranných sil, oznámil na tiskové konferenci v Tel Avivu dne 4. ledna, že armáda loď zadržela, zatímco generál Anthony Zinni se sešel s Jásirem Arafatem, aby podpořil jednání mezi Izraelem a Palestinskou samosprávou.

## Další vývoj
Izrael a Spojené státy americké měly podezření, že zadržená loď byla v nějaké souvislosti s Hizballáhem. V Jordánsku byli zatčeni tři příslušníci Hizballáhu při pokusu propašovat kaťuše Palestincům (na žádost libanonské vlády byli později všichni propuštěni na svobodu). Jiná rybářská loď pašující zbraně pro Palestince byla u libanonského pobřeží potopena Izraelem v květnu 2002. Izrael obvinil Hizballáh, že zbraně a vojenský materiál byly nakoupeny s jeho pomocí, Hizballáh však jakýkoli podíl na této zásilce odmítl. Izraelské zprávy tvrdily, že loď koupená od Libanonu, naložila zbraně na íránském ostrově Kiš uprostřed noci u íránského pobřeží. Proplula pak Ománským zálivem, Arabským mořem, Adenským zálivem a Rudým mořem.
Palestinský vůdce Jásir Arafat však účast na tomto obchodě popřel. Přestože izraelská armáda tvrdí, že zbraně byly určeny Palestinské samosprávě, jiné zdroje se domnívají, že mířily spíše do Libanonu pro islamistickou militantní skupinu Hizballáh. Někteří vysokoškolští pedagogové, jako Matthew Levitt, Anthony Cordesman a Efraim Karsh však zastávali rovněž názor, že zbraně měly být propašovány Palestinské samosprávě.
Aféra se vynořila uprostřed stále rozsáhlejší spolupráce mezi USA a Íránem v Afghánistánu – k nelibosti některých Izraelců, neokonzervativců v USA a jestřábů v Íránu, kteří jakékoli třenice mezi USA a Íránem pokládali za nebezpečné. Podle Trita Parsiho a Barbary Slavin jsou důvody pochybovat o celé aféře; načasování událostí napovídá, že by za aférou mohla být izraelská režie nebo záškodnické elementy v Íránu.
Izrael vzápětí uvěznil Fuada Šubakiho, Arafatova pobočníka odpovědného za finance Palestinské samosprávy a tím i za plánování této operace. Byl obžalován za obchod se zbraněmi a spojení s nepřátelskou mocností kvůli roli, jakou sehrál ve financování pašerácké lodi. Roku 2006 byla na Šubakiho uvržena vazba poté, co izraelská armáda obsadila vězení v Jerichu, kde byl držen spolu s Ahmedem Sa'adatem, vůdcem Lidové fronty za osvobození Palestiny. Byli vězněni společně s dalšími vrahy dřívějšího ministra turistiky Rechavama Ze'eviho. Izraelský prokurátor žádal pro Šubakiho trest 25 let odnětí svobody, s poukazem na závažnost jeho zločinů. Soud rozhodl o mírnějším trestu s ohledem na jeho věk a zdravotní stav. Šubaki byl usvědčen a odsouzen k 20 letům odnětí svobody.
Po svém uvěznění v roce 2006 vypověděl Šubaki, že Palestinská samospráva financovala teroristické buňky, jako byla ta jeho. Odhadoval, že každé dva roky bylo utraceno 7 až 10 milionů dolarů za nákup zbraní pro pásmo Gazy. Další 2 miliony se utratily za zbraně pro Západní břeh. Podle Šubakiho pocházely finance jednak z mezinárodní pomoci pro Palestinskou samosprávu, z daní, které Izrael pravidelně převáděl samosprávě a z daní vybraných v pásmu Gazy. Přiznal i svou účast v nákupu zbraní pro vedení teroristické skupiny Tanzim v Gaze. Tato skupina je známá svými útoky na vojenské objekty a izraelské osady v pásmu Gazy.
Pašování zbraní je přímým porušením všech existujících dohod mezi Palestinskou samosprávou a Izraelem. Tyto dohody jasně určují množství a druh zbraní, které smí Palestinská samospráva vlastnit.
V důsledku aféry zrušila Tonga mezinárodní registraci lodě.